# Lough Key
Lough key es un loch o lago situado en el condado de Roscommon (República de Irlanda), cerca de la frontera con los condados de Sligo y Leitrim y al noreste de la ciudad de Boyle. Se encuentra en la parte norte de la cuenca hidrográfica del río Shannon, el más largo de Irlanda.